# Heteroplasmia

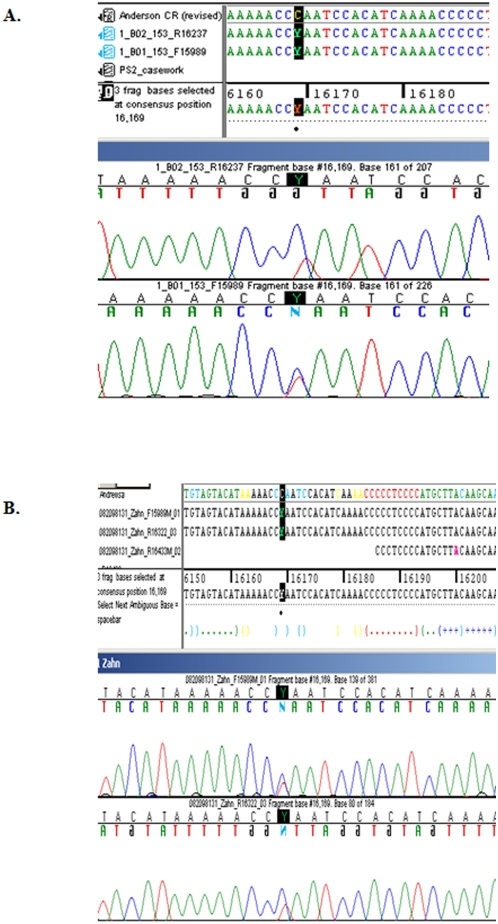
Heteroplasmia del zar Nicolás II.

La heteroplasmia es la presencia de ADN mitocondrial de distintos tipos en la misma célula o de diferentes poblaciones mitocondriales en un mismo organismo. 
Se dice de un individuo que es heteroplasmático cuando presenta una mezcla de dos poblaciones diferentes de mitocondrias. Si, por el contrario, todas las mitocondrias tienen el mismo genoma, se dice que es homoplasmático, aunque no existen individuos verdaderamente homoplásmicos debido a que siempre existen mutaciones en el genoma mitocondrial de un individuo. Por esto, se dice que todos presentamos cierto cierto grado de microheteroplasmia. 
El fenómeno de la heteroplasmia se da por acumulación de errores durante la replicación y por los daños causados por los radicales del medio oxidante en que se encuentra la mitocondria. Los tejidos con mayor dependencia del metabolismo de la mitocondria, es decir, aquellos con mayor demanda energética, son más sensibles a las mutaciones mitocondriales porque la replicación mitocondrial más activa se da en ellos. Si afecta al ovocito, la heteroplasmia puede transmitirse a la descendencia, y, por fenómenos de deriva o de selección, puede causar sustituciones de poblaciones.
La heteroplasmia del ADN mitocondrial está relacionada con las enfermedades mitocondriales. Es importante destacar que la detección de muchas enfermedades mitocondriales heteroplasmáticas debe hacerse a partir de biopsias de músculo esquelético o del órgano o el tejido afectado si es posible, ya que muchas de ellas no son detectables en sangre. Las técnicas más empleadas para detectar este tipo de enfermedades son:
- Southern Blot, para detectar grandes deleciones o duplicaciones.
- PCR - RFLP, para análisis de mutaciones concretas.
- Secuenciación directa del genoma mitocondrial.

## Tipos de heteroplasmia
Para que la heteroplasmia pueda ocurrir, los orgánulos deben contener un genoma y, a su vez, un genotipo. En los animales, las mitocondrias son los únicos orgánulos que contienen sus propios genomas, por lo que estos organismos sólo presentarán heteroplasmia mitocondrial. Por el contrario, las plantas fotosintéticas contienen mitocondrias y cloroplastos, cada uno de los cuales contiene genomas de plástidos.

## Los patrones de herencia orgánulo
En 1909, mientras estudiaba el genoma del cloroplasto, Erwin Baur hizo las primeras observaciones sobre los patrones de herencia orgánulo. Herencia genoma orgánulo se diferencia del genoma nuclear, y esto se ilustra con cuatro violaciones de las leyes de Mendel.
1. Durante la reproducción asexual, los genes nucleares nunca se segregan durante las divisiones celulares. De esta manera se asegura que cada célula hija recibe una copia de cada gen. Sin embargo, los genes de los orgánulos en las células heteroplasmicas se segregar separar porque cada una de ellas tiene varias copias de su genoma. Esto puede resultar en células hijas con proporciones diferenciales de genotipos de orgánulos.
2. Mendel afirmaba que los alelos nucleares siempre se segregaban durante la meiosis. Sin embargo, los alelos de los orgánulos pueden no hacer esto.
3. Los genes nucleares se heredan de una combinación de alelos de ambos padres, por lo que se trata de una herencia biparental. Por el contrario,en los orgánulos locurre una herencia uniparental, es decir, los genes son factores heredados de un padre.
4. También es poco probable para los alelos segregarse independientemente de los orgánulo porque los genes de plástidos son por lo general en un solo cromosoma y la recombinación está limitado por herencia uniparental.[2]

## Selección
Aunque no está bien caracterizada, la selección puede ocurrir por los genomas de orgánulos en las células heteroplasmicas. La selección intracelular ("dentro de las células") se produce dentro de las células individuales. Se refiere a la segregación selectiva de ciertos genotipos en el ADN mitocondrial que permite que el genotipo sea favorecido para prosperar. La selección intercelular ("entre las células") se produce en una escala más grande, y se refiere al crecimiento preferencial de las células que tienen un mayor número de un determinado genotipo mitocondrial. Algunas diferencias selectivas ocurren entre origen natural, tipos de ADN mitocondrial no patológicas cuando se mezcla en las células, y pueden depender del tipo de tejido, la edad, y la distancia genética.

## Severidad
Con frecuencia, los síntomas de enfermedades mitocondriales severas no se manifiestan hasta la edad adulta, porque se necesitan muchas divisiones celulares y mucho tiempo para que una célula reciba la cantidad suficiente de mitocondrias con los alelos mutantes que causan la enfermedad. Un ejemplo de este fenómeno es la Atrofia Óptica de Leber: los individuos afectados no experimentan dificultades ópticas hasta que alcanzan la adultez; en otros casos, el grado de heteroplasmia explica la variación en la severidad de la enfermedad entre los descendientes. 

## Enfermedades
Algunas enfermedades mitocondriales heteroplásmicas son 
- Atrofia óptica de Leber.
- Miopatía mitocondrial; MELAS: encefalomiopatía mitocondrial, acidosis láctica, infartos.
- Epilepsia mioclónica (MERF).
- Síndrome de Kearns-Sayre.
- Síndrome de Pearson.

Las mutaciones en el ADN mitocondrial son por lo general sustituciones de nucleótidos, inserciones de una sola base, o supresiones.
Debido a que cada célula contiene miles de mitocondrias, casi todos los organismos albergan bajos niveles de variantes mitocondriales, que confieren un cierto grado de heteroplasmia. A pesar de que un único evento mutacional puede ser rara en su generación, que se repite la segregación mitótica y la expansión clonal puede permitirle a dominar el conjunto de ADN mitocondrial en el tiempo. Cuando esto ocurre, se conoce como umbral de alcance, y por lo general resulta en consecuencias fisiológicas.
La técnica PGS (Pre-implantation genetic diagnosis) se puede utilizar para cuantificar el riesgo de un niño de ser afectados por una enfermedad mitocondrial. En la mayoría de los casos, un nivel de mutación del músculo de aproximadamente 18% o menos confiere una reducción del riesgo del 95%.

## Limitaciones
Una de las principales limitaciones que podemos encontrar a la hora de realizar los testeos consiste en que no haya correlación entre el trastorno y la heteroplasmia.
El tejido debe ser elegido cuidadosamente antes de realizar el testeo ya que las células en división tienden a seleccionar mitocondrias normales mientras que las células inactivas (células musculares, neuronas) tienden a seleccionar mitocondrias anormales. Se suelen realizar tests utilizando muestras de biopsias de células musculares, ya que estas tienen una mayor concentración de mitocondrias que la sangre. Además, la heteroplasmia puede cambiar con el paso del tiempo.